# Nicolas Brevière
Nicolas Brevière est un producteur et réalisateur français né le 14 février 1966.

## Biographie
Après avoir travaillé avec Anatole Dauman, Nicolas Brevière s'engage dans l'activité de producteur en créant la société Local Films en 1995.
Il produit de nombreux courts métrages — notamment de François Ozon et Thomas Salvador — et des documentaires.
Il réalise un long métrage, Plus haut, sorti en 2002, et dont Michel Ciment souligne qu'il « aborde une forme qui doit beaucoup au film court. »

## Filmographie

### Réalisateur

#### Courts métrages
- 2004 : (Mon) Jour de chance
- 2005 : Comme un boomerang

#### Long métrage
- 2002 : Plus haut

### Producteur
- 2022 : La Nuit aux amants